# Jessamyn Duke
Jessamyn Duke (nacida el 24 de junio de 1986) es una artista marcial mixta y luchadora profesional estadounidense. Anteriormente compitió por Ultimate Fighting Championship e Invicta Fighting Championships en la división de peso gallo femenino.

## Carrera de artes marciales mixtas

### Carrera temprana
Duke comenzó su carrera amateur en 2010. Luchó principalmente por Absolute Action MMA y Tuff-N-Uff . Obtuvo el título de peso pluma amateur en ambas organizaciones.
En 2012, Duke se trasladó a las artes marciales mixtas profesionales y firmó con Invicta FC.

## Campeonatos de lucha de Invicta
Duke hizo su debut profesional y promocional contra Suzie Montero el 28 de julio de 2012 en Invicta FC 2. Ganó por nocaut técnico en el tercer round. [7]
Duke se enfrentó a Marciea Allen el 6 de octubre de 2012 en Invicta FC 3. Ella ganó por sumisión debido a un candado al brazo en la primera ronda. [8] Esta victoria le valió el premio a la sumisión de la noche, que se dividió entre Duke y Stephanie Frausto, debido a su victoria por sumisión sobre Amy Davis en el mismo evento. [9]
Duke se enfrentó a Miriam Nakamoto el 5 de abril de 2013 en Invicta FC 5. El resultado fue originalmente una victoria por KO para Nakamoto, pero luego fue anulado por la Oficina de Atletismo de Missouri a nulo debido a una rodilla ilegal. [10]

## The Ultimate Fighter
En agosto de 2013, Duke fue anunciada como miembro del elenco de The Ultimate Fighter: Team Rousey vs. Team Tate. [11] Ella derrotó a Laura Howarth por sumisión debido a un estrangulamiento triangular durante la ronda de entrada y fue la segunda selección femenina del Team Rousey. [12]
Duke se enfrentó a Raquel Pennington en la ronda eliminatoria. Pennington derrotó a Duke por decisión unánime (29-28, 29-28, 29-28) [13] y la actuación le valió a ambas participantes los honores de Fight of The Season. [14]

## Ultimate Fighting Championship (UFC)
Duke hizo su debut promocional contra su compañera de equipo de TUF 18, Peggy Morgan, el 30 de noviembre de 2013 en The Ultimate Fighter 18 Finale. Ganó por decisión unánime (30-27, 30-27, 30-27). [15]
En su segunda pelea de UFC, Duke enfrentó a Bethe Correia en UFC 172. Ella perdió la pelea por decisión unánime (30-27, 29-28, 30-27).
Duke se enfrentó a Leslie Smith en UFC Fight Night: Cerrone vs. Miller el 16 de julio de 2014. [16] Ella perdió la pelea por nocaut técnico al principio del primer asalto después de recibir varios golpes en la cara y el cuerpo.
Duke se enfrentó a Elizabeth Phillipsen UFC en Fox 16 el 25 de julio de 2015 en una revancha de su pelea amateur en RFA 2 - Yvel vs. Alexander. [17] Duke perdió la pelea por decisión unánime y posteriormente fue liberada de la promoción.

## Carrera en la lucha libre profesional

### WWE

#### NXT Wrestling (2018-2021)
El 7 de mayo de 2018, WWE anunció que Duke, junto con Marina Shafir, habían firmado con WWE y se presentaron a Performance Center para recibir capacitación.
El 28 de octubre en Evolution, Duke y Shafir hicieron su debut en la WWE como heels cuando interfirieron durante la lucha por el Campeonato Femenino de NXT, en el que ayudaron a su compatriota Shayna Baszler a ganar el título sobre Kairi Sane en su segundo reinado. Duke y Shafir desde entonces se han aliado con Baszler estableciéndose a heel en el proceso. Hicieron otra aparición en NXT TakeOver: WarGames II cuando interfirieron durante el combate de Baszler y Sane en dos de las tres caídas, en el que Baszler anotó la primera caída y la victoria en la última para retener el título.

#### 2019
En el NXT del 23 de octubre, junto a Marina Shafir se enfrentaron a Team Kick(Tegan Nox & Dakota Kai) por una oportunidad a los Campeonatos Femeninos en Parejas de la WWE de The Kabuki Warriors(Asuka & Kairi Sane) para la siguiente semana en NXT, sin embargo perdieron.

#### 2020-2021
Después de varios meses de inactividad, Duke regresó a WWE TV el 17 de agosto de 2020, pasando a la marca Raw, reuniéndose con Baszler y Shafir.
El 19 de mayo de 2021, se informó que fue liberado de su contrato con la WWE.

## Campeonatos y logros

### Artes marciales mixtas
- Ultimate Fighting Championship
  -  The Ultimate Fighter 18 Fight of the Season vs. Raquel Pennington

- Invicta Fighting Championships
  - Sumisión de la noche (una vez) vs. Marciea Allen

- Absolute Action MMA
  - AAMMA amateur featherweight title (una vez)
  - One successful title defense[4]

- Tuff-N-Uff
  - Tuff-N-Uff amateur featherweight title (one time)

- Muay thai 
  - Asociación Mundial de Muay Thai